# Грошев, Евгений Николаевич
Евгений Николаевич Грошев (3 апреля 1937 — 1 января 2013) — советский хоккеист, нападающий. Мастер спорта СССР (1957). Заслуженный мастер спорта СССР (1991).

## Биография
Лучший бомбардир чемпионата СССР 1962 (38 голов).
Входил в список 6 (1959, 1962) и 33 (1959) лучших хоккеистов сезона.
Завершив карьеру, трудился на заводе.

## Достижения
- Третий призёр ЗОИ 1960.
- Второй призёр ЧМ 1959. На ЧМ и ЗОИ — 15 матчей, 9 шайб.
- Чемпион СССР 1957. Второй призёр чемпионата СССР 1956 и 1958. Третий призёр 1959 и 1960. В чемпионатах СССР — провел около 450 матчей, забросил 234 шайбы.